# Heinz Wolfram
Heinz Wolfram (* 17. Januar 1935 in Greisitz; † 10. Juni 2022) war ein deutscher Eisschnellläufer und Eislauftrainer.

## Leben
Wolfram verbracht seine Kindheit in Schlesien und hatte dort erste Berührungen mit dem Eislaufen. Nach dem Übersiedeln der Familie nach Crimmitschau betrieb er zunächst Leichtathletik und begann schließlich im Alter von 17 Jahren mit dem Eisschnelllaufen, nachdem Paul Schneider mit Unterstützung von Helmut Haase dort einen Eisschnelllaufverein gegründet hatte. Ab 1954 ging er einer Tätigkeit als Schlosser und Schleifer in einer Erzwäsche der SDAG Wismut nach, wurde aber für seine sportlichen Aktivitäten teilweise freigestellt. Die Qualifikation zu den Olympischen Winterspielen 1956 in Cortina d’Ampezzo verpasste er knapp. Bei den DDR-Meisterschaften im Mehrkampf belegte Wolfram 1957 und 1958 – für den SC Wismut Karl-Marx-Stadt startend – jeweils den zweiten Platz im Mehrkampf hinter Helmut Kuhnert. Bei den Olympischen Winterspielen 1960 in Squaw Valley erreichte er als Teil der gesamtdeutschen Mannschaft Platz 36 über 5000 m und Platz 29 über 10.000 m. Nach einer krankheitsbedingten Pause 1961 konnte er nicht mehr an seine Leistungen der Vorjahre anschließen und beendete schließlich 1962 seine aktive Sportlerkarriere.
Ab 1964 betätigte sich Wolfram als Übungsleiter in Crimmitschau und gab seine Tätigkeit bei der Wismut nach dem erfolgreichen Absolvieren eines Trainerstudiums auf. Von 1968 bis 1973 wurde er als stellvertretender Bezirkstrainer im Eislaufen im Bezirk Karl-Marx-Stadt eingesetzt. Anschließend war er hauptverantwortlicher Trainer in Crimmitschau.
Er starb im Juni 2022 im Alter von 87 Jahren.